# Scopula paetula
Scopula paetula är en fjärilsart som beskrevs av Louis Beethoven Prout 1919. Scopula paetula ingår i släktet Scopula och familjen mätare. Inga underarter finns listade.